# Épisodes des 30 Dernières Minutes
Cet article présente les épisodes de la série télévisée française Les 30 Dernières Minutes.

## Épisode 1 :Ben recrute l’équipe des 30 Dernières Minutes
- France : 24 janvier 1998 sur France 2

- Laurent Gerra (voix de Johnny Hallyday au téléphone)
- Andrea Ellis (assistante plateau)

En aparté, Ben raconte d'où vient le titre de l'émission puis en voix off, il explique le concept : « un compromis entre La cuisine des mousquetaires et Apostrophes ». Après avoir vu Jafar, le directeur de production, très pointilleux sur le budget (qu'on peut imaginer très réduit), Ben va alors recruter son équipe.
Il trouve Florian, alors chef de rayon chez Ordinox, et l'embauche car il est incollable sur les gadgets de Pif. Florian est dans l'émission le journaliste spécialiste d'internet.
Ben rencontre Tania à la sortie d'un grand magasin (on voit une porte de Fnac) faisant signer une pétition contre l'utilisation du sparadrap autour des hamsters. Son grand talent de persuasion lui garantira l'embauche (le pistolet sur la tempe peut-être un peu aussi)
Lisa est dame pipi à la maison de la radio et se targue de pouvoir devenir programmatrice puisqu'elle connaît le show biz « De Tom Cruise à Gérard Lenorman, je les ai tous vus au moins une fois ».
Mystère pour le recrutement d'Aggripine, la secrétaire de rédaction, on sait juste que Ben lui parle près d'une cabine d'essayage dans un magasin de lingerie.
Mermoz est recruté comme journaliste à condition de pouvoir écouter Dolly Parton (son idole) au bureau. Ben lui accorde cela « à la pause déjeuner uniquement ».
Enfin, Ben croise Darius Perrini, un camelot talentueux sur un marché. Tant de bagout l'impressionne et après avoir négocié sur le montant du salaire, Darius termine par « Je vais réfléchir mais c'est d'accord ». L'équipe est réunie (on ne parle pas du stagiaire).
Un matin le jour de la première, Ben arrive dans les bureaux. « Personne ? Normal ». La veille, ils avaient fait un dernier « briefing au calme ». La séquence suivante est un flash-back qui les montre tous faisant la fête en boîte de nuit. Ben se plaint de ne pas avoir de parrain pour la première émission. Darius, bien éméché, lui dit qu'il va lui montrer qu'il a eu raison de lui faire confiance, qu'il connaît des gens... Aparté de Darius face caméra qui se souvient que ce soir là, il était complètement ivre et qu'il est tombé dans un coma éthylique. 
Retour au présent, Darius arrive très en retard (avec la gueule de bois) à la rédac'. Il ne se rappelle plus qu'il avait promis qu'il pourrait avoir Gérard Depardieu comme parrain. Tous les autres s'en souviennent et le pressent de donner son numéro pour pouvoir tout organiser.
Gamin va dans le bureau de Jafar pour demander des tickets restaurant. Celui-ci lui raconte ses propres débuts difficiles (ce qui pourrait expliquer sa canne) dans le métier, histoire de lui faire relativiser ses petits soucis.
Retour à la rédaction où Darius fait semblant de téléphoner à Depardieu. Devant l'enthousiasme de l'équipe autour de lui, il continue à mentir sur sa venue. Un peu plus tard, il se fait passer pour Depardieu et appelle Ben (depuis les toilettes de la rédaction et grâce à son portable) pour confirmer sa participation. Ben insiste pour que l'équipe offre un cadeau au parrain de l'émission!
Complètement empêtré dans son mensonge, Darius appelle sa mère qui connaît quelqu'un qui connaît « le frère de l'assureur du cousin de Depardieu » mais raccroche brusquement quand il voit à la une d'un quotidien que Depardieu est en train de traverser l'Atlantique en planche à voile.
Le livreur de cadeau arrive avec... un kayak d'une valeur de 5500 francs (environ 838 euros). Ce sera trop cher pour Jafar aussi Ben demande 200 francs (environ 30 euros) à chaque membre de l'équipe. Darius voit que Lisa paye plutôt que d'offrir un cadeau à son petit frère, et que Mermoz, orphelin, donne aussi sa part et s'apprête à annuler son voyage à Marseille, où il devait revoir pour la première fois son père. Devant tant de sacrifices, Darius révèle la vérité et se dirige vers la sortie, désolé de les avoir trahis. Ben fait alors un discours émouvant qui essaye de convaincre l'équipe de garder Darius car il leur a donné espoir même s'il a menti. Il finit par « Tous ceux qui veulent que Darius parte lèvent la main » et tout le monde (y compris le livreur) lève la main. Il ajoute que si Darius part, il met la clé sous la porte et tout le monde est au chômage puis reformule sa question « Que tous ceux qui veulent conserver leur travail lèvent la main ». Tout le monde (sauf le livreur) lève à nouveau la main. Darius est sauvé par ses collègues (« un peu » poussés par Ben) et reste dans l'équipe qui se remet au travail pour la première.
Johnny Hallyday téléphone à Ben et lui dit qu'il a appris que son copain Darius fait sa première et que cela lui ferait plaisir de participer. Ben pense que c'est Darius (alors que ce dernier est derrière lui en train de parler gobage de Flanby avec Florian...) et l'envoie balader. Puis il croise Darius et se moque de lui, ce dernier ne comprenant pas de quoi il parle.

## Épisode 2:Prise d’otages à la rédaction
- France : 31 janvier 1998 sur France 2

- Yvan Le Bolloc'h (lui-même)
- Tom Novembre (lui-même)
- Shirley Bousquet (Gunilla)
- Fabrice Gueneau (le psychologue)

Darius arrive dans l'immeuble de la rédaction avec sa nouvelle conquête polonaise, Gunilla. Dans le hall, il bute sur une personne avec un étui de guitare (Yvan Le Bolloc'h, qu'il ne reconnaît pas) et il lui dit de dégager et d'aller jouer du banjo ailleurs. Au même moment, Ben est dans le bureau de Jafar et tente de le convaincre que le stagiaire ne fait pas de l'acné mais souffre d'intoxication alimentaire car il se nourrit mal, puisque Jafar lui refuse des tickets restaurant. Darius et Gunilla arrivent à cet instant-là, le présentateur veut juste lui faire un tour des bureaux (et parader auprès des autres), il se dirige ensuite vers la rédaction. Une fois partis, Jafar dit à Ben qu'il trouve que Darius file un mauvais coton et qu'il n'est pas rare que les vedettes de la télé retournent rapidement et douloureusement dans l'anonymat.
Plan sur Yvan Le Bolloc'h dans l'ascenseur qui met un masque (faux nez et lunettes) et arme son fusil, puis aparté d'Yvan Le Bolloc'h (bien plus soigné) qui explique les différentes façons de s'habiller (bas sur la tête, cagoule en laine, nez rouge de Zavatta, nez et lunettes de Groucho Marx) lors d'une prise d'otages.
Yvan Le Bolloc'h entre dans la rédaction et est immédiatement reconnu par Florian qui l'appelle « Yvon », ce qui ne lui plait pas du tout, il lui donne un coup de crosse. Aparté de Florian qui explique que ce qui lui a fait mal ce n'est pas vraiment le coup mais le fait d'être tombé sur l'arête de l'armoire. Démasqué, Yvan se présente à tête découverte et annonce tout ce qu'il a fait y compris « 99 projets d'émission refusés ». Il a un dossier avec lui, son projet de centième et annonce « ce sera lui ou vous ».
Retour dans le bureau de Jafar où ce dernier s'étonne d'avoir comme facture, 728,75 francs (environ 111 euros) de litière. Ben, un peu embarrassé dit que Florian avait besoin de ça pour un test consommateur. Jafar furieux, demande, via l'interphone à Florian de venir dans son bureau. Florian, mis en joue par Yvan dit qu'il n'a pas le droit. Yvan en profite pour annoncer ses exigences au directeur de production : « une place sur la grille, en prime time, les pompes jaunes de Jean-Luc Reichmann, les chemises à col cassé d'Olivier Minne et les vestes en tweed de Nelson Monfort ». Il annonce aussi qu'il est prêt à tout, ce qui fait dire à Ben en aparté qu'autant d'imagination pour des tortures c'est inconcevable « c'est vicieux un Breton ! ». Jafar veut appeler la police mais Ben l'en dissuade car il connaît un peu Yvan et il se dit que « Deux ans sans télé, ça vous mine un homme ». Aparté d'un psychologue qui évoque la névrose post cathodique à tendance meurtrière à savoir le syndrome de l'animateur au placard. Il révèle que le cas particulier d'Yvan Le Bolloc'h est intéressant car il souffre d'une deuxième névrose à savoir une phobie spectaculaire à répercussion immédiate, en effet, il ne supporte pas d'entendre le mot « clown ».
Yvan Le Bolloc'h envoie Gamin chercher des granola (en menaçant de s'en prendre à son Tamagotchi s'il ne revient pas) puis demande à chacun de se présenter. Darius est désigné par ses collègues comme étant la vedette de l'émission, Yvan et lui dialoguent sur ce statut (en fait c'est plutôt un monologue). Pendant ce temps là, Mermoz emprunte le téléphone portable de Lisa (elle est assise dessus) et Agrippine est séduite par son ravisseur. Aparté du psychologue expliquant qu'elle souffre du syndrome de Stockholm, à ne pas confondre avec le syndrome d'Ermenonville, à savoir « l'incontrôlable envie des femmes enceintes d'envahir la Suisse ».
Pendant que Mermoz s'absente aux toilettes, Tania montre les images de sa séquence du soir à Yvan. C'est tellement ennuyeux qu'il s'assoupit puis se reprend et coupe la cassette pour tomber sur un flash spécial de la rédaction de France 2 au sujet de la prise d'otages. Mermoz est en direct au téléphone et dit tout le mal qu'il pense de ce « fou psychopathe, impuissant et normand » que le public ne veut plus voir alors que lui, Mermoz, va le maîtriser, il en fera d'ailleurs un livre. Tania dit à Yvan « Si ça se trouve, c'est un homonyme » (alors qu'il y a la photo de Mermoz à l'antenne), elle avait déjà tenté d'aider Gunilla (lâchée par Darius) un peu plus tôt en disant « c'est ma sœur ! ». Mermoz sort des toilettes et il se rend compte que son stratagème est découvert. Yvan le met en joue en disant « Psychopathe, je te l'accorde, impuissant ça m'arrive, mais normand, ça jamais !! ». Il s'apprête à tirer quand Ben surgit dans la rédac en criant « Arrête, Yvan, j'ai les Granola ! ». En aparté, Ben se demande pourquoi il a pris la place du Gamin d'ailleurs...
Yvan est un peu plus calme, des membres de l'équipe tentent de lui montrer quels sont les désavantages de son retour à la télé : s'exposer au courrier des lecteurs de Télé 7 jours, courir sur les remparts de Fort Boyard, participer aux Grosses Têtes ou bien refaire la tour Eiffel en coton-tiges pour le Téléthon. Florian lui parle aussi qu'au gala annuel des artistes, il devra faire le clown. Aparté du psychologue qui confirme qu'Yvan est frappé de clownophobie (vulgairement appelé le syndrome Zavatta) et on voit Yvan frapper Florian (en aparté ce dernier nous confie que ce n'est pas le fusil qui lui a fait mal mais le porte-manteau placé derrière lui).
Énervé, Yvan contacte Jafar par l'interphone, mais ce dernier ne plie pas ! « Et pour mes tickets restaurant ?? » demande timidement Gamin face à lui. Aparté de Jafar : « Je n'ai pas fait mon apprentissage à l'ORTF pour céder aux revendications d'un vulgaire stagiaire ».
Retour à la rédaction où Florian montre à Yvan son site internet du jour. Pour tenter de le dérider, il raconte des blagues Carambar (ce qui ne marche pas très fort) mais hélas pour lui, décompose trop lentement la première syllabe de Clooney et Yvan, clownophobe, le frappe (aparté « c'est vraiment sa main qui m'a fait mal »). Mermoz tente de parlementer avec Yvan en entrant dans sa bulle d'intimité et en profitant de cette diversion pour s'emparer de son arme, en vain. Yvan entame les représailles en diffusant une chanson d'Alan Stivell (un panneau noir d'avertissement prévient les spectateurs de la dureté de la scène). Tous souffrent sauf Agrippine toujours enamourée et en plus fan de world music. Jafar entend le tout à l'interphone et ne peut s'empêcher de compatir « Oh mon Dieu, quelle cruauté ». L'ultimatum arrive à sa fin, Yvan annonce qu'il va leur faire interpréter deux par deux des danses bretonnes !! Darius s'avance et lui dit que la prise d'otages n'est pas la meilleure solution pour arriver à ses fins, et puis les traversées du désert arrivent aussi aux mannequins, aux chanteurs, aux comédiens et que ces derniers ne vont pas jusqu'à prendre d'assaut une production pour passer à la télé.
Plan de coupe sur le comédien Tom Novembre qui, dans l'ascenseur, se prépare pour une prise d'otages en enfilant un bas sur la tête. Aparté de Tom Novembre (lui aussi très soigné) qui donne sa vision des différents types d'habillement du preneur d'otage. Tom Novembre entre dans la rédaction, mais Florian le reconnaît immédiatement et lâche « Oh, Tom Décembre » ce qui lui vaut une baffe immédiate (suivie d'un aparté de Florian, où il ne fait que lever les sourcils). Face à face Yvan/Tom armes au poing, comparaison des différentes manières de tenir un pistolet : à la Quentin Tarantino, James Bond, Paul Meurisse, gangs de Los Angeles ou .. Stevie Wonder. Tout le monde rigole et les deux ravisseurs menacent la rédac ensemble ! Aparté de Jafar qui en entendant cela a eu une intuition et a lâché le budget pour eux deux. Aparté Yvan et Tom (très soignés), cela fait un an que l'émission a commencé, ils ont 70 % de parts de marché, c'est le succès !!

## Épisode 3:Des chiffres et des lettres, le retour
- France : 7 février 1998 sur France 2

- Bertrand Renard (lui-même)

## Épisode 4:Une taupe à la rédaction
- France : 14 février 1998 sur France 2

- Karl Zéro (lui-même)

## Épisode 5:Darius a une extinction de voix
- France : 21 février 1998 sur France 2

- Patrice Laffont (lui-même)

## Épisode 6:L’Extraterrestre
- France : 7 mars 1998 sur France 2

- Dieudonné (lui-même)
- Guy Lecluyse (M. Sanzot)

## Épisode 7:Le Meurtre de Jafar
- France : 14 mars 1998 sur France 2

- Laure Sainclair (elle-même)

## Épisode 8:Darius et Lisa séquestrés
- France : 21 mars 1998 sur France 2

## Épisode 9:Ben retombe en enfance
- France : 4 avril 1998 sur France 2

- Thierry Beccaro (lui-même)
- Plastic Bertrand (lui-même)

## Épisode 10:Magazine télé
- France : 11 avril 1998 sur France 2

- Christian Vadim (M. Vadim, le présentateur de Kit-TV)
- Michel Crémadès (Billy Choukroun)
- Emmanuelle Cosso (la journaliste de Kit-TV)

## Épisode 11:Une journée d'enfer
- France : 18 avril 1998 sur France 2

- Patrice Abbou (Louis Cifère)
- Gunilla Karlzen (l'ange)
- Pascal Daubias (le concierge)
- Agathe Hassenforder (une groupie de Darius)

## Épisode 12:Le journaliste sportif
- France : 25 avril 1998 sur France 2

- Pierre Sled (lui-même)

## Épisode 13:Darius invisible
- France : 2 mai 1998 sur France 2

- Laurence Golbaum (la conquête de Darius)
- Olivier Pagès (Miguelito)
- Jean-François Liron (le serveur du restaurant)

## Épisode 14:Les prostituées karaoké
- France : 9 mai 1998 sur France 2

- Mouss Diouf (le commissaire)
- Gérard Vivès (le client)
- Victor Wagner (le bras droit du commissaire)
- André-François Serrano (le caméraman)
- Hervé Eparvier (un policier)
- Fredéric Le Bolloc'h (un policier)

## Épisode 15:Dalaï Florian part au Tibet
- France : 16 mai 1998 sur France 2

- Bruno Solo (Giuseppe Tarantino)
- Philippe Lellouche (le producteur)
- Dominique Farrugia (lui-même)

## Épisode 16:Les Aventures de Teddy porc fidèle
- France : 23 mai 1998 sur France 2

- Emmanuelle Cosso (Annabelle Lecter)

## Épisode 17:Darius est kidnappé par Rico
- France : 30 mai 1998 sur France 2

- Michel Feder (le quincailler)

## Épisode 18:Clowns sur la ville
- France : 6 juin 1998 sur France 2

- André Pousse (Commandant Pipeau)
- Élie Semoun (le coursier)

## Épisode 19:Cacahuète-man
- France : 4 juillet 1998 sur France 2

- Maïté (la commentatrice)
- Django Edwards (Captain Pistache)
- Michel Feder (le médecin)

## Épisode 20:Molambakais
- France : 11 juillet 1998 sur France 2

## Épisode 21:Darius Junior
- France : 18 juillet 1998 sur France 2

- Guillaume Bacquet (Darius Bacquet)
- Marie Vincent (lrène Bacquet)
- Valérie Baurens (la femme à barbe)

## Épisode 22:Mondes parallèles
- France : 25 juillet 1998 sur France 2

- Christian Vadim (le narrateur)
- Olivier Doran (le spécialiste en mondes parallèles)
- Michel Federbusch (le gourou)
- Gilles Bornstein (le journaliste télé)
- Jean-Luc Delarue (Ben Coudraux dans le monde parallèle)
- Gus (Darius Perrini dans le monde parallèle)

## Épisode 23:Brigades d’intervention multispécialistes
- France : 1er août 1998 sur France 2

- Virginie Lemoine (Madame Vador)
- Brigitte Guedj (Madame Suzonni)
- Michel Feder (Docteur Scoumoune)

## Épisode 24:Le Maniaque capillaire
- France : 8 août 1998 sur France 2

- François Jérosme (le maniaque capillaire)
- Bruno Cailliez (le coursier)

## Épisode 25:Le Tueur en série
- France : 15 août 1998 sur France 2

- Isabelle Sprung (Vieux-qui-se-lave)
- Thomas Baudry (le tueur en série)
- Sandrine Alexi (la voix d'Anne Roumanoff)

## Épisode 26:Le Jugement dernier
- France : 22 août 1998 sur France 2

- Philippe Bérodot, Bruno Ricci, Michel Feder (les membres du tribunal)